# Schizophragma integrifolia
Schizophragma integrifolia är en hortensiaväxtart som beskrevs av Oliver. Schizophragma integrifolia ingår i släktet Schizophragma och familjen hortensiaväxter. Utöver nominatformen finns också underarten S. i. glaucescens.